# 三代橋駅
三代橋駅（みだいばしえき）は、佐賀県西松浦郡有田町南原にある、松浦鉄道西九州線の駅である。

## 歴史
- 1989年（平成元年）3月11日：開設[1]。

## 駅構造
単式ホーム1面1線を有する地上駅。
無人駅。駅舎は無いが待合室が設置されている。

## 利用状況
近年の1日平均乗車人員の推移は以下の通り。
| 乗車人員推移       | 乗車人員推移     |
| 年度               | 1日平均 乗車人数 |
| ------------------ | ---------------- |
| 1998年（平成10年） | 89               |
| 1999年（平成11年） | 95               |
| 2000年（平成12年） | 97               |
| 2001年（平成13年） | 81               |
| 2002年（平成14年） | 68               |
| 2003年（平成15年） | 80               |
| 2004年（平成16年） | 56               |
| 2005年（平成17年） | 70               |
| 2006年（平成18年） | 51               |
| 2007年（平成19年） | 56               |
| 2008年（平成20年） | 55               |
| 2009年（平成21年） | 40               |
| 2010年（平成22年） | 53               |
| 2011年（平成23年） | 53               |
| 2012年（平成24年） | 53               |
| 2013年（平成25年） | 67               |
| 2014年（平成26年） | 66               |
| 2015年（平成27年） | 67               |
| 2016年（平成28年） | 52               |
| 2017年（平成29年） | 53               |
| 2018年（平成30年） | 53               |
| 2019年（令和元年） | 58               |
| 2020年（令和02年） | 48               |
| 2021年（令和03年） | 50               |
| 2022年（令和04年） | 52               |
| 2023年（令和05年） | 62               |

## 駅周辺
有田川沿いにある駅の1つ。駅南側は集落となっており、近隣には公民館がある。川の対岸には碍子製造工場があり、そこから北へ抜けると窯業技術センターや野球場に至る。
- 佐賀県窯業技術センター[4]
- 有田赤坂球場
- セイブ - 碍子製造業[5]。
- 八区公民館
- 伊万里警察署有田幹部派出所[6]
- 国道35号
- 佐賀県道298号蔵宿有田線
- 佐賀県道344号伊万里有田線：有田川対岸を通る道路。
- 有田町コミュニティバス「三代橋」停留所（国道35号沿い）、「三代橋駅入口」停留所（佐賀県道344号線沿い）
- 有田川

## 隣の駅
松浦鉄道
■西九州線
有田駅 - 三代橋駅 - 黒川駅
- 1996年（平成8年）7月1日 - 10月15日まで、当駅 - 黒川駅間に臨時駅・世界焱博駅が営業していた（黒川駅は1997年（平成9年）3月22日に開業）。